# アシェンデン
アシェンデン（Ashenden: Or the British Agent）は、イギリスの作家ウィリアム・サマセット・モームが、1928年に発表した連作短編小説。

## 概要
モームの代表作の一つで、スパイ小説の古典とされる。主人公アシェンデンによる、作家（ジャーナリスト）兼情報部員としての体験手記の形で物語が進む。若き日をふりかえった教養小説の大作『人間の絆』と同じく、作者の分身としての性格が大きく出された作品でもある。
作中の描写はモームの実体験に基づく。実際にモームは1910年代、第一次世界大戦半ばに、従軍軍医（医学校出身）から英国諜報機関へ転属勤務となり、ロシア革命時、ソビエト連邦成立直前のロシア・ペトログラードにて、情報工作活動（諜報活動）を行った。
第二次世界大戦前後から20世紀後半の冷戦で、情報部員としての実際の活動を創作に反映した英国人作家たち（例：イアン・フレミング、グレアム・グリーン、ジョン・ル・カレ、フレデリック・フォーサイス）の先駆的な作品といえる。
日本語訳は『月と六ペンス』と並び多くの版元で刊行・重版している。

## 日本語訳
- 『秘密諜報部員』（龍口直太郎訳、東京創元社、世界推理小説全集） 1956年、のち創元推理文庫 1959年
- 『アシェンデン』（加島祥造訳、早川書房、ハヤカワ・ポケット・ミステリ） 1961年、のち復刊 1999年、グーテンベルク21（電子書籍） 2022年
- 『諜報員アシェンデン』（篠原慎訳、角川文庫） 1969年、グーテンベルク21（電子書籍） 2011年
- 『アシェンデン 英国秘密情報部員の手記』（河野一郎訳、ちくま文庫） 1994年- 下記を改訳
  - 新潮社「モーム全集」版（1955年）、のち『アシェンデン モーム短篇集 5・6』新潮文庫（旧版）
- 『アシェンデン 英国情報部員のファイル』（中島賢二, 岡田久雄訳、岩波文庫） 2008年
- 『英国諜報員アシェンデン』（金原瑞人訳、新潮文庫） 2017年

## 映画化
本作中の2つの短編"The Traitor（裏切り者）"と"The Hairless Mexican（禿げのメキシコ人）"は1936年、アルフレッド・ヒッチコック監督の映画『間諜最後の日』の原作となった。